# Mikhael VIII Palaiologos
Mikhael VIII Palaiologos hoặc Palaeologus (tiếng Hy Lạp cổ: Μιχαήλ Η΄ Παλαιολόγος, đã Latinh hoá: Mikhaēl VIII Palaiologos; 1223 – 1282) là Hoàng đế Đông La Mã trị vì từ năm 1259 đến 1282. Mikhael VIII là người sáng lập vương triều Palaiologos cai trị Đế quốc Đông La Mã đến khi kinh thành Constantinopolis thất thủ vào năm 1453. Ông giành lại Constantinopolis từ tay Đế quốc Latinh vào năm 1261 và chuyển Đế quốc Nicaea thành Đế quốc Đông La Mã vừa mới tái lập.

## Nắm quyền
Mikhael VIII Palaiologos là con trai của megas domestikos Andronikos Doukas Komnenos Palaiologos với Theodora Angelina, cháu gái của Hoàng đế Alexios III Angelos và Euphrosyne Doukaina Kamaterina. Ông là một trong những người ưu tú nhất trong giới quý tộc Đông La Mã và có thể đường đường chính chính kế thừa ngôi vị nếu như không xảy ra biến cố cuộc Thập tự chinh thứ tư ở Constantinopolis vào năm 1203. Từ hồi nhỏ ông đã tỏ ra là người có tài năng về quân sự và cuối cùng trở thành chỉ huy nhóm lính đánh thuê Latinh phục vụ các vị hoàng đế Nicaea. Một vài ngày sau cái chết của Hoàng đế Theodore II Doukas Laskaris vào năm 1258, Mikhael Palaiologos đã xúi giục tiến hành một cuộc đảo chính chống lại viên quan có thế lực trong triều George Mouzalon, vừa trở thành người đồng giám hộ cho vị hoàng đế mới tám tuổi Iohannes IV Doukas Laskaris cùng với Giáo trưởng Arsenios. Mikhael được ban tước hiệu megas doux và despotēs vào tháng 11 năm 1258. Tới ngày 1 tháng 1 năm 1259, Mikhael VIII Palaiologos đã tuyên bố là đồng hoàng đế tại Nymphaion với sự giúp đỡ của Cộng hòa Genova.

## Triều đại

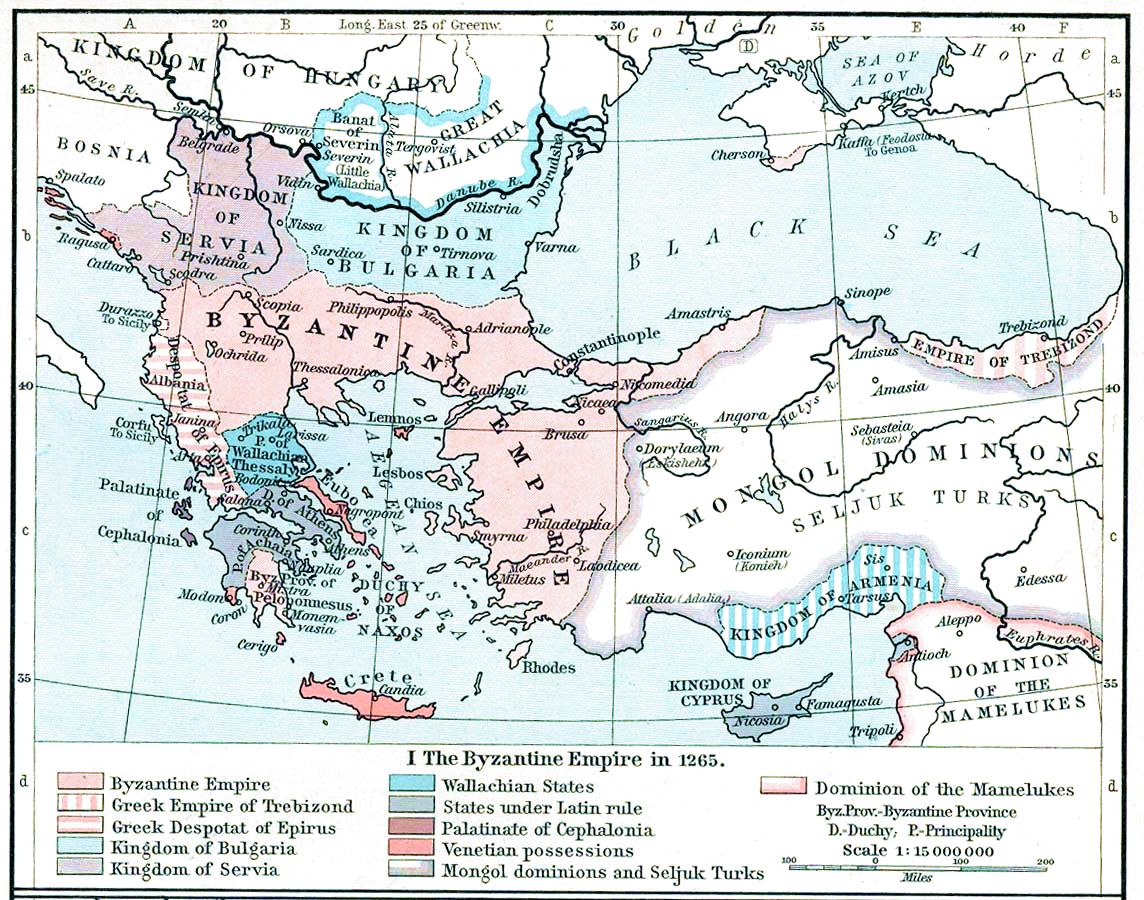
Đế quốc Đông La Mã vào năm 1265 (William R. Shepherd, Historical Atlas, 1911).

Ngày 25 tháng 7 năm 1261, viên tướng của Mikhael VIII là Alexios Strategopoulos đã chiếm được thành Constantinopolis từ vị Hoàng đế Latinh cuối cùng Baldwin II. Mikhael VIII cùng đại quân tiến vào thành phố vào ngày 15 tháng 8 và tự mình đăng quang cùng với người con Andronikos Palaiologos II. Khi Mikhael VIII đặt chân vào thành phố, dân số lúc đó vào khoảng 35.000 người và đến cuối thời ông dân số đã tăng lên đến 70.000 người. Tháng 12, Mikhael hạ lệnh đày ải vị hoàng đế bị phế truất Iohannes IV đến Nicaea, chọc mù mắt và đẩy vào một tu viện hẻo lánh. Giáo trưởng Arsenios ngay lập tức đã rút phép thông công Mikhael VIII mãi cho đến khi hoàng đế bổ nhiệm vị Giáo trưởng mới Joseph I vào năm 1268. Cho rằng Iohannes IV không đủ điều kiện lên ngôi, Mikhael VIII đã nhanh chóng gả những người chị em của Iohannes IV cho người nước ngoài, để con cháu của họ không thể đe dọa đến ngôi vị hợp pháp của con mình sau này. Ngay khi vừa tiếp quản Constantinopolis, Mikhael VIII Palaiologos đã ra lệnh bãi bỏ tất cả các phong tục tập quán của người Latinh và khôi phục lại nghi lễ và cơ cấu hành chính đã tồn tại từ trước cuộc Thập tự chinh thứ tư, cho di dân đến thủ đô và tu sửa các giáo đường, tu viện và công trình công cộng bị hư hỏng nặng. Ông tỏ ra có nhận thức sâu sắc về mối hiểm họa từ phía người Latinh của phương Tây, đặc biệt là các nước láng giềng ở Ý (Charles I đảo Sicilia, Giáo hoàng Martin IV và Venezia) sẽ đoàn kết chống lại ông và cố gắng khôi phục sự thống trị của người Latinh ở Constantinopolis.
Năm 1259, Mikhael VIII đánh bại liên minh của William II Villehardouin, Hoàng thân xứ Achaea và Mikhael II Komnenos Doukas xứ Epirus trong trận Pelagonia. Năm 1263, hoàng đế gửi 15.000 quân (bao gồm 5.000 lính đánh thuê Seljuk) đến chinh phục công quốc Achaea thế nhưng đã sớm đại bại trong các trận đánh ở Prinitza và Makryplagi, một hạm đội hỗn hợp gồm 48 thuyền chiến của liên quân Byzantine-Genova đã bị một nhóm nhỏ quân Venezia đánh bại trong trận Settepozzi.
Sau thất bại ở Settepozzi, Mikhael VIII đã cho giải tán 60 tàu chiến galley của Genova mà ông đã thuê trước đó và bắt đầu tái lập quan hệ với Venezia. Với sự giúp đỡ của Giáo hoàng Urban IV Mikhael VIII đã ký kết thỏa thuận hòa bình với kẻ thù cũ của mình. Theo các điều khoản của hiệp ước, William II buộc phải nhường các vùng Mystras, Monemvasia và Maina ở Morea cho Đông La Mã. Ông còn ký một hiệp ước năm 1263 với Sultan Mamluk Baibars của Ai Cập, và Khan Mông Cổ Berke của Kim Trướng hãn quốc.

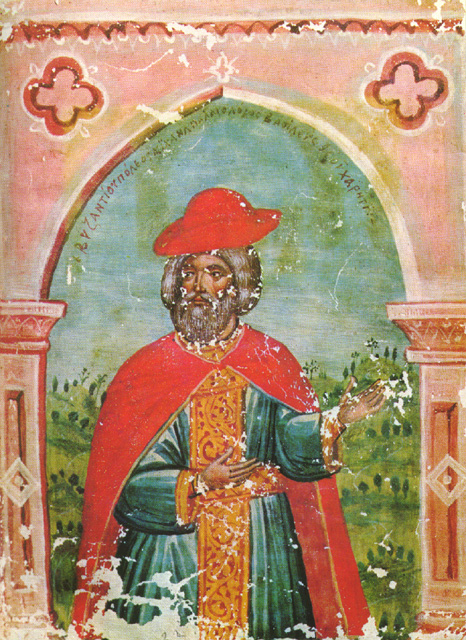
Chân dung của VIII Palaiologos tại Thư viện Quốc gia Nga

Để gây chia rẽ giữa Giáo hoàng và những người ủng hộ của Đế quốc Latinh. Mikhael VIII đã quyết định thống nhất cả hai Giáo hội Chính Thống giáo Đông phương và Công giáo La Mã. Một sự hợp nhất mong manh giữa Giáo hội Hy Lạp và Latinh đã được ký kết tại Công đồng Lyon thứ hai vào năm 1274. Sự nhượng bộ của Mikhael VIII đã gặp phải sự phản đối kiên quyết ở ngay quê nhà của ông và nhà tù đầy rẫy những kẻ chống đối sự hợp nhất. Cùng lúc đó những tranh cãi giữa các thành viên trong việc hợp nhất đã làm cho hai nước láng giềng Chính Thống giáo của Đông La Mã là Bulgaria và Serbia vào chung hàng ngũ đối địch với Mikhael VIII. Mối đe dọa này đã không xảy ra một cách đáng kể trong suốt triều đại của Mikhael VIII, Hoàng đế cố gắng tận dụng lợi thế từ cuộc nội chiến ở Bulgaria vào cuối thập niên 1270 nhưng quân đội Đông La Mã đã chịu vài thất bại chính yếu dưới tay của vị Hoàng đế nông dân Ivaylo. Ông tìm cách tạm thời đưa người con rể Ivan Asen III lên ngôi vua Bulgaria nhưng sau thất bại của Đông La Mã ở Devina thì Ivan đã bỏ trốn biệt xứ. Tuy nhiên, về sau Mikhael VIII vẫn mang quân đánh chiếm một phần xứ Thracia của người Bulgaria nhân lúc tình hình nội bộ của Đế quốc Bulgaria vẫn chưa ổn định. Đối với mục đích ngoại giao của liên minh đã được định hình ở phương Tây, nhưng cuối cùng Giáo hoàng Martin IV, một đồng minh của Charles xứ Anjou vẫn rút phép thông công Mikhael VIII. Năm 1275, Mikhael VIII tuyên chiến với vương quốc Thessaly và cử một hạm đội 73 tàu chiến tới quấy nhiễu các quốc gia Latinh ở Hy Lạp. Tuy vậy quân bộ chiến lại bị đánh tơi bời trong trận Neopatras nhưng riêng hải quân thì giành thắng lợi hoàn toàn tương tự như trong trận Demetrias.
Như một biểu hiện hiếm hoi của nền ngoại giao đậm chất "Byzantine", Mikhael VIII bí mật xúi giục người Kinh Chiều Sicilia nổi dậy chống lại Charles xứ Anjou ở Palermo, lại thêm cuộc xâm lược đảo Sicilia của người Catalan dưới quyền Vua Peter III xứ Aragon. Để tránh rạn nứt quan hệ ngoại giao, Mikhael VIII phải rút từ ngân khố để chi trả số tiền hối lộ cực lớn lên đến 60.000 đồng tiền vàng cho vua Peter III. Khiến cho vương quốc của Charles xứ Anjou bị chia đôi, rồi ông phải dành phần đời còn lại cố gắng đòi lại quyền kiểm soát của mình trên đảo Sicilia nhưng không thành công.
Ngoài ra, Mikhael VIII còn kích động cư dân trên đảo Crete bạo loạn chống lại sự thống trị của Venezia, nổi tiếng nhất trong số đó được dẫn dắt bởi hai anh em Georgios và Theodore xứ Mesi ở Rethymnon kéo dài được sáu năm, gây thiệt hại đáng kể nhất đối với những kẻ chiếm đóng Venezia và lợi ích kinh tế của Venezia. Mục đích cuối cùng của Mikhael VIII là nhằm đưa Venezia, một đồng minh của Charles xứ Anjou phải ngồi vào bàn đàm phán như ông đã làm ngay tại triều đình của mình ở Constantinopolis.
Trong việc lập lại Đế quốc Đông La Mã Hoàng đế Mikhael VIII đã khôi phục chính quyền cũ mà không có nỗ lực để khắc phục những sai lầm của mình. Trong quá trình khôi phục Constantinopolis và đầu tư vào việc bảo vệ các tỉnh châu Âu, Mikhael VIII bắt đầu nắm lấy trọng trách phòng thủ vùng biên giới Anatolia của quân đội nước này và buộc phải giảm mức lương của họ hoặc hủy bỏ miễn giảm thuế cho binh sĩ. Chính sách này đã dẫn đến sự sụp đổ dần dần của vùng biên giới khiến cho mấy toán du mục người Thổ dễ dàng xâm nhập ngay cả trước khi Mikhael VIII qua đời ở làng Pachomios, Thracia vào tháng 12 năm 1282. Vương triều Palaiologos do ông thành lập đã thống trị Đế quốc Đông La Mã trong gần hai thế kỷ, lâu hơn bất kỳ triều đại nào trong lịch sử La Mã. Ngoài ra, trong suốt triều đại của ông đã có một sự hồi sinh hải quân tạm thời, trong đó hải quân Đông La Mã cả thảy có 80 tàu chiến.

## Gia đình

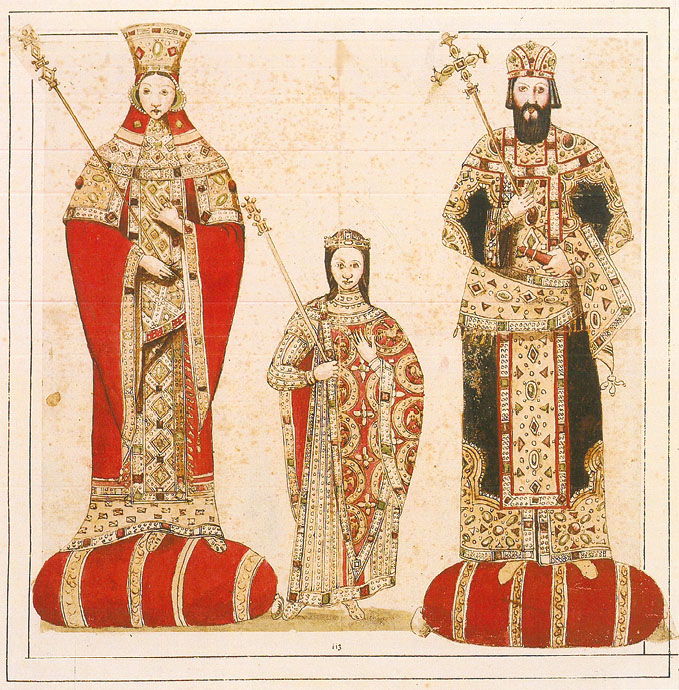
Tranh phục dựng mô tả chân dung của (từ trái sang phải): Hoàng hậu Theodora Palaiologina; con trai thứ Konstantinos Palaiologos và Mikhael VIII.

Năm 1253, Mikhael VIII Palaiologos kết hôn với Theodora Doukaina Vatatzina, cháu gái của Hoàng đế Nicaea Iohannes III Doukas Vatatzes. Mồ côi từ nhỏ, Theodora đã được nuôi dưỡng bởi ông bác Iohannes III người được cho là có "yêu cô ấy như một cô con gái" và đã sắp xếp cho cô kết hôn với Mikhael. con cái của họ gồm: 
- Manuel Palaiologos (1255–1259)
- Irene Palaiologina (1256–1328), kết hôn với Hoàng đế Ivan Asen III of Bulgaria
- Andronikos II Palaiologos (1259–1332)
- Anna Palaiologina (1260–1299/1300), kết hôn với Demetrios/Mikhael Komnenos Doukas, con thứ ba của Mikhael II xứ Epirus
- Konstantinos Palaiologos (1261–1306), kết hôn với Eirene Raoulaina là người chị họ thứ hai của ông
- Eudokia Palaiologina, kết hôn với Hoàng đế Johannes II xứ Trebizond
- Theodoros Palaiologos (1263 – 1310)

Với tình nhân Diplovatatzina, Mikhael VIII còn có thêm hai cô con gái ngoài giá thú:
- Euphrosyne Palaiologina, kết hôn với Nogai Khan của Kim Trướng hãn quốc
- Maria Palaiologina, kết hôn với Abaqa Khan của Ilkhan Ba Tư

## Tổ tiên
| \| \| \| \| \| \| \| \| \| \| \| \| \| \| \| \| \| \| \| \| 8. ?Mikhael Doukas Palaiologos, sebastos? \| \| \| \| \| \| \| \| \| \| \| \| \| \| \| \| \| \| \| \| \| \| \| \| \| \| \| \| \| \| \| \| \| \| \| \| \| \| \| \| \| \| \| \| \| \| \| \| \| \| \| \| \| \| 4. Alexios Doukas Palaiologos, megas doux (1140–1203) \| \| \| \| \| \| \| \| \| \| \| \| \| \| \| \| \| \| \| \| \| \| \| \| \| \| \| \| \| \| \| \| \| \| \| \| \| \| \| \| \| \| \| \| \| \| \| \| \| \| \| \| \| \| 2. Andronikos Doukas Komnenos Palaiologos, megas domestikos (1190–1252) \| \| \| \| \| \| \| \| \| \| \| \| \| \| \| \| \| \| \| \| \| \| \| \| \| \| \| \| \| \| \| \| \| \| \| \| \| \| \| \| \| \| \| \| \| \| \| \| \| \| \| \| \| \| 10. Ioannes Kantakouzenos, pansebastos sebastos (1110–1176) \| \| \| \| \| \| \| \| \| \| \| \| \| \| \| \| \| \| \| \| \| \| \| \| \| \| \| \| \| \| \| \| \| \| \| \| \| \| \| \| \| \| \| \| \| \| \| \| \| \| \| \| \| \| 5. Irene Komnene \| \| \| \| \| \| \| \| \| \| \| \| \| \| \| \| \| \| \| \| \| \| \| \| \| \| \| \| \| \| \| \| \| \| \| \| \| \| \| \| \| \| \| \| \| \| \| \| \| \| \| \| \| \| 22. Andronikos Komnenos, sebastokrator (1108–1142) \| \| \| \| \| \| \| \| \| \| \| \| \| \| \| \| \| \| \| \| \| \| \| \| \| \| \| \| \| \| \| \| \| \| \| \| \| \| \| \| \| \| \| \| \| \| \| \| \| \| \| \| \| \| 11. Maria Komnene (b. 1126) \| \| \| \| \| \| \| \| \| \| \| \| \| \| \| \| \| \| \| \| \| \| \| \| \| \| \| \| \| \| \| \| \| \| \| \| \| \| \| \| \| \| \| \| \| \| \| \| \| \| \| \| \| \| 23. Irene Aineiadissa (d. 1151) \| \| \| \| \| \| \| \| \| \| \| \| \| \| \| \| \| \| \| \| \| \| \| \| \| \| \| \| \| \| \| \| \| \| \| \| \| \| \| \| \| \| \| \| \| \| \| \| \| \| \| \| \| \| 1. Mikhael VIII Palaiologos \| \| \| \| \| \| \| \| \| \| \| \| \| \| \| \| \| \| \| \| \| \| \| \| \| \| \| \| \| \| \| \| \| \| \| \| \| \| \| \| \| \| \| \| \| \| \| \| \| \| \| \| \| \| 24. Andronikos Doukas Palaiologos \| \| \| \| \| \| \| \| \| \| \| \| \| \| \| \| \| \| \| \| \| \| \| \| \| \| \| \| \| \| \| \| \| \| \| \| \| \| \| \| \| \| \| \| \| \| \| \| \| \| \| \| \| \| 12. George Komnenodoukas Palaiologos (1125–1168) \| \| \| \| \| \| \| \| \| \| \| \| \| \| \| \| \| \| \| \| \| \| \| \| \| \| \| \| \| \| \| \| \| \| \| \| \| \| \| \| \| \| \| \| \| \| \| \| \| \| \| \| \| \| 25. Komnene Vô danh \| \| \| \| \| \| \| \| \| \| \| \| \| \| \| \| \| \| \| \| \| \| \| \| \| \| \| \| \| \| \| \| \| \| \| \| \| \| \| \| \| \| \| \| \| \| \| \| \| \| \| \| \| \| 6. Alexios Palaiologos, despotes (d. 1203) \| \| \| \| \| \| \| \| \| \| \| \| \| \| \| \| \| \| \| \| \| \| \| \| \| \| \| \| \| \| \| \| \| \| \| \| \| \| \| \| \| \| \| \| \| \| \| \| \| \| \| \| \| \| 26. \| \| \| \| \| \| \| \| \| \| \| \| \| \| \| \| \| \| \| \| \| \| \| \| \| \| \| \| \| \| \| \| \| \| \| \| \| \| \| \| \| \| \| \| \| \| \| \| \| \| \| \| \| \| 13. ?Irene Komnene Kantakouzene? \| \| \| \| \| \| \| \| \| \| \| \| \| \| \| \| \| \| \| \| \| \| \| \| \| \| \| \| \| \| \| \| \| \| \| \| \| \| \| \| \| \| \| \| \| \| \| \| \| \| \| \| \| \| 27. \| \| \| \| \| \| \| \| \| \| \| \| \| \| \| \| \| \| \| \| \| \| \| \| \| \| \| \| \| \| \| \| \| \| \| \| \| \| \| \| \| \| \| \| \| \| \| \| \| \| \| \| \| \| 3. Theodora Angelina Palaiologina (b. 1200) \| \| \| \| \| \| \| \| \| \| \| \| \| \| \| \| \| \| \| \| \| \| \| \| \| \| \| \| \| \| \| \| \| \| \| \| \| \| \| \| \| \| \| \| \| \| \| \| \| \| \| \| \| \| 28. Andronikos Doukas Angelos (d. 1185) \| \| \| \| \| \| \| \| \| \| \| \| \| \| \| \| \| \| \| \| \| \| \| \| \| \| \| \| \| \| \| \| \| \| \| \| \| \| \| \| \| \| \| \| \| \| \| \| \| \| \| \| \| \| 14. Hoàng đế Alexios III Angelos (1153–1211) \| \| \| \| \| \| \| \| \| \| \| \| \| \| \| \| \| \| \| \| \| \| \| \| \| \| \| \| \| \| \| \| \| \| \| \| \| \| \| \| \| \| \| \| \| \| \| \| \| \| \| \| \| \| 29. Euphrosyne Kastamonitissa (d. 1195) \| \| \| \| \| \| \| \| \| \| \| \| \| \| \| \| \| \| \| \| \| \| \| \| \| \| \| \| \| \| \| \| \| \| \| \| \| \| \| \| \| \| \| \| \| \| \| \| \| \| \| \| \| \| 7. Irene Komnene Angelina (d. 1203) \| \| \| \| \| \| \| \| \| \| \| \| \| \| \| \| \| \| \| \| \| \| \| \| \| \| \| \| \| \| \| \| \| \| \| \| \| \| \| \| \| \| \| \| \| \| \| \| \| \| \| \| \| \| 30. Andronikos Doukas Kamateros, megas droungarios and pansebastos (d. 1176) \| \| \| \| \| \| \| \| \| \| \| \| \| \| \| \| \| \| \| \| \| \| \| \| \| \| \| \| \| \| \| \| \| \| \| \| \| \| \| \| \| \| \| \| \| \| \| \| \| \| \| \| \| \| 15. Hoàng hậu Euphrosyne Doukaina Kamatera (1155–1211) \| \| \| \| \| \| \| \| \| \| \| \| \| \| \| \| \| \| \| \| \| \| \| \| \| \| \| \| \| \| \| \| \| \| \| \| \| \| \| \| \| \| \| \| \| \| \| \| \| \| \| \| \| \| 31. Kantakouzene Vô danh \| \| \| \| \| \| \| \| \| \| \| \| \| \| \| \| \| \| \| \| \| \| \| \| \| \| \| \| \| \| \| \| \| \| \| \| \| \| \| \| \| \| \| \| \| \| \| \| \| \| \| \| |                                                                              |  |  |  |  |  |  |  |  |  |  |  |  |  |  |  |
| |                                                                              |  |  |  |  |  |  |  |  |  |  |  |  |  |  |  |
| | 8. ?Mikhael Doukas Palaiologos, sebastos?                                    |  |  |  |  |  |  |  |  |  |  |  |  |  |  |  |
| |                                                                              |  |  |  |  |  |  |  |  |  |  |  |  |  |  |  |
| |                                                                              |  |  |  |  |  |  |  |  |  |  |  |  |  |  |  |
| | 4. Alexios Doukas Palaiologos, megas doux (1140–1203)                        |  |  |  |  |  |  |  |  |  |  |  |  |  |  |  |
| |                                                                              |  |  |  |  |  |  |  |  |  |  |  |  |  |  |  |
| |                                                                              |  |  |  |  |  |  |  |  |  |  |  |  |  |  |  |
| | 2. Andronikos Doukas Komnenos Palaiologos, megas domestikos (1190–1252)      |  |  |  |  |  |  |  |  |  |  |  |  |  |  |  |
| |                                                                              |  |  |  |  |  |  |  |  |  |  |  |  |  |  |  |
| |                                                                              |  |  |  |  |  |  |  |  |  |  |  |  |  |  |  |
| | 10. Ioannes Kantakouzenos, pansebastos sebastos (1110–1176)                  |  |  |  |  |  |  |  |  |  |  |  |  |  |  |  |
| |                                                                              |  |  |  |  |  |  |  |  |  |  |  |  |  |  |  |
| |                                                                              |  |  |  |  |  |  |  |  |  |  |  |  |  |  |  |
| | 5. Irene Komnene                                                             |  |  |  |  |  |  |  |  |  |  |  |  |  |  |  |
| |                                                                              |  |  |  |  |  |  |  |  |  |  |  |  |  |  |  |
| |                                                                              |  |  |  |  |  |  |  |  |  |  |  |  |  |  |  |
| | 22. Andronikos Komnenos, sebastokrator (1108–1142)                           |  |  |  |  |  |  |  |  |  |  |  |  |  |  |  |
| |                                                                              |  |  |  |  |  |  |  |  |  |  |  |  |  |  |  |
| |                                                                              |  |  |  |  |  |  |  |  |  |  |  |  |  |  |  |
| | 11. Maria Komnene (b. 1126)                                                  |  |  |  |  |  |  |  |  |  |  |  |  |  |  |  |
| |                                                                              |  |  |  |  |  |  |  |  |  |  |  |  |  |  |  |
| |                                                                              |  |  |  |  |  |  |  |  |  |  |  |  |  |  |  |
| | 23. Irene Aineiadissa (d. 1151)                                              |  |  |  |  |  |  |  |  |  |  |  |  |  |  |  |
| |                                                                              |  |  |  |  |  |  |  |  |  |  |  |  |  |  |  |
| |                                                                              |  |  |  |  |  |  |  |  |  |  |  |  |  |  |  |
| | 1. Mikhael VIII Palaiologos                                                  |  |  |  |  |  |  |  |  |  |  |  |  |  |  |  |
| |                                                                              |  |  |  |  |  |  |  |  |  |  |  |  |  |  |  |
| |                                                                              |  |  |  |  |  |  |  |  |  |  |  |  |  |  |  |
| | 24. Andronikos Doukas Palaiologos                                            |  |  |  |  |  |  |  |  |  |  |  |  |  |  |  |
| |                                                                              |  |  |  |  |  |  |  |  |  |  |  |  |  |  |  |
| |                                                                              |  |  |  |  |  |  |  |  |  |  |  |  |  |  |  |
| | 12. George Komnenodoukas Palaiologos (1125–1168)                             |  |  |  |  |  |  |  |  |  |  |  |  |  |  |  |
| |                                                                              |  |  |  |  |  |  |  |  |  |  |  |  |  |  |  |
| |                                                                              |  |  |  |  |  |  |  |  |  |  |  |  |  |  |  |
| | 25. Komnene Vô danh                                                          |  |  |  |  |  |  |  |  |  |  |  |  |  |  |  |
| |                                                                              |  |  |  |  |  |  |  |  |  |  |  |  |  |  |  |
| |                                                                              |  |  |  |  |  |  |  |  |  |  |  |  |  |  |  |
| | 6. Alexios Palaiologos, despotes (d. 1203)                                   |  |  |  |  |  |  |  |  |  |  |  |  |  |  |  |
| |                                                                              |  |  |  |  |  |  |  |  |  |  |  |  |  |  |  |
| |                                                                              |  |  |  |  |  |  |  |  |  |  |  |  |  |  |  |
| | 26.                                                                          |  |  |  |  |  |  |  |  |  |  |  |  |  |  |  |
| |                                                                              |  |  |  |  |  |  |  |  |  |  |  |  |  |  |  |
| |                                                                              |  |  |  |  |  |  |  |  |  |  |  |  |  |  |  |
| | 13. ?Irene Komnene Kantakouzene?                                             |  |  |  |  |  |  |  |  |  |  |  |  |  |  |  |
| |                                                                              |  |  |  |  |  |  |  |  |  |  |  |  |  |  |  |
| |                                                                              |  |  |  |  |  |  |  |  |  |  |  |  |  |  |  |
| | 27.                                                                          |  |  |  |  |  |  |  |  |  |  |  |  |  |  |  |
| |                                                                              |  |  |  |  |  |  |  |  |  |  |  |  |  |  |  |
| |                                                                              |  |  |  |  |  |  |  |  |  |  |  |  |  |  |  |
| | 3. Theodora Angelina Palaiologina (b. 1200)                                  |  |  |  |  |  |  |  |  |  |  |  |  |  |  |  |
| |                                                                              |  |  |  |  |  |  |  |  |  |  |  |  |  |  |  |
| |                                                                              |  |  |  |  |  |  |  |  |  |  |  |  |  |  |  |
| | 28. Andronikos Doukas Angelos (d. 1185)                                      |  |  |  |  |  |  |  |  |  |  |  |  |  |  |  |
| |                                                                              |  |  |  |  |  |  |  |  |  |  |  |  |  |  |  |
| |                                                                              |  |  |  |  |  |  |  |  |  |  |  |  |  |  |  |
| | 14. Hoàng đế Alexios III Angelos (1153–1211)                                 |  |  |  |  |  |  |  |  |  |  |  |  |  |  |  |
| |                                                                              |  |  |  |  |  |  |  |  |  |  |  |  |  |  |  |
| |                                                                              |  |  |  |  |  |  |  |  |  |  |  |  |  |  |  |
| | 29. Euphrosyne Kastamonitissa (d. 1195)                                      |  |  |  |  |  |  |  |  |  |  |  |  |  |  |  |
| |                                                                              |  |  |  |  |  |  |  |  |  |  |  |  |  |  |  |
| |                                                                              |  |  |  |  |  |  |  |  |  |  |  |  |  |  |  |
| | 7. Irene Komnene Angelina (d. 1203)                                          |  |  |  |  |  |  |  |  |  |  |  |  |  |  |  |
| |                                                                              |  |  |  |  |  |  |  |  |  |  |  |  |  |  |  |
| |                                                                              |  |  |  |  |  |  |  |  |  |  |  |  |  |  |  |
| | 30. Andronikos Doukas Kamateros, megas droungarios and pansebastos (d. 1176) |  |  |  |  |  |  |  |  |  |  |  |  |  |  |  |
| |                                                                              |  |  |  |  |  |  |  |  |  |  |  |  |  |  |  |
| |                                                                              |  |  |  |  |  |  |  |  |  |  |  |  |  |  |  |
| | 15. Hoàng hậu Euphrosyne Doukaina Kamatera (1155–1211)                       |  |  |  |  |  |  |  |  |  |  |  |  |  |  |  |
| |                                                                              |  |  |  |  |  |  |  |  |  |  |  |  |  |  |  |
| |                                                                              |  |  |  |  |  |  |  |  |  |  |  |  |  |  |  |
| | 31. Kantakouzene Vô danh                                                     |  |  |  |  |  |  |  |  |  |  |  |  |  |  |  |
| |                                                                              |  |  |  |  |  |  |  |  |  |  |  |  |  |  |  |
| |                                                                              |  |  |  |  |  |  |  |  |  |  |  |  |  |  |  |